# Алергијска кијавица са запаљењем вежњаче
Алергијска кијавица са запаљењем вежњаче или вазомоторна кијавица са запаљењем вежњаче (rhinoconjunctivitis vasomotoria — rhinoconjunctivitis allergica) једна је од најчешћих хронична болест дисајних путева која показује трајни пораст преваленције, што је у последњој деценији у 21. века постала глобална појава.
Може се јавити током целе године, као несезонски алергијско запаљење носа и вежњаче, или је код неких особа израженији током одређених периода у години као сезонска алергијскка кијавица или поленска кијавица.
Болест се за разлику од изолованог алергијског ринитиса, поред носних симптома (воденаста секреција из носа, свраб и кијање), може имати и карактеристичне симптоме запаљењских промена на вежњачи ока.

## Етиологија
Сезонски алергијску кијавицу може узроковати полен корова, трава или стабало, док кућна прашина, перје, плесни, длаке животиња и неки лекови (нпр нестероидни антиинфламаторни лек) могу изазвати несезонск кијавицу са алергијским запаљења вежњаче.

## Патогенеза
Алергијска кијавица и запаљење вежњаче подразумева упалу слузокоже носа, очију, еустахијеве туба, средњег ува, синуса и ждрела. Нос и вежњача ока су увек укључени у овај процес, док су други органи погођени само код појединаца. Запаљење слузокоже карактерише се комплексним садејством више инфламаторних медијатора, који на крају покрећу имуноглобулином Е (ИгЕ) посредоване одговоре на протеине из спољашње средине.
Тенденција да развију алергијска, или ИгЕ-посредована, реакције на спољашње алергене (протеине способне да проузрокују алергијску реакцију) има генетску компоненту. У подложних особа изложеност одређеним страним протеинима доводи до алергијских сензитизације, које се карактеришу производњом специфичних ИгЕ усмереног против тих протеина. Овај специфични ИгЕ обавија површину мастоидних ћелија, које су присутне у носној слузокожи. Када се специфичан протеин (нпр специфично зрно полена) удахне у нос, оно се може везати за ИгЕ на мастоидних ћелија, што доводи до непосредног и одложеног отпуштањем већег броја медијатора.
Фаза реакције
Посредници који се одмах ослобађају у раној фази или фази реакције укључују; хистамин, триптазу, химазе кинина и хепарин. Мастоидне ћелије брзо синтетишу и друге посреднике, укључујући леукотријен и простагландин Д2. [10, 11, 12] Ови медијатори, преко различитих интеракција, на крају доводе до симптома ринореје (назалне конгестије, кијање, свраба, црвенила, сузења, отицања, притиска у уву...). Мукозне жлезде носа су такође надражене, што доводи до повећања секрета из носа. Такође јавља се и повећана васкуларна пермеабилност (пропустљивост), са ексудацијом плазме. Промене прати и вазодилатација крвних судова, која доводи до запушења носа и пораста крвног притиска. Због стимулације сензорних нерва долази до кијања и свраба у носу.
Како се сви ови догађаји могу јавити унутар неколико минута; ова реакција означава се као рана или непосредна, фаза реакције.
Касна фаза
Током 4-8 часова, од контакта са алергеном, створени посредници кроз сложен след узајамних догађаја, доводе до регрутовања других запаљењских ћелија у мукози, носа и вежњаче ока попут неутрофила, еозинофила, лимфоцита и макрофага. Ово резултује континуираном инфламацијом, названом одговор касном фазом. Симптоми одговора у касној фази су слични онима из ране фазе, али кијање, сузење свраб и загушења и производња мукуса су мање изражене али и даље имају тенденцију да се јављају.
Касна фаза може трајати сатима или данима, а системски утицаји, укључујући замор, поспаност и малаксалости, може настати из запаљењског одговора. Ови симптоми често значајно утичу на квалитет живота болесника.

## Клиничка слика
Најчешћи симптоми алергијског ринокоњунктивитис су:
- кијање, запушен нос и цурење воденог секрета из носа, свраб и црвенило носа,
- свраб и црвенило очију, осећај пецкања и сузење очију,
- надражајни кашаљ и гребање у грлу.

Разлике у клиничкој слици умногоме варирају од болесника до болесника али и између акутног и хроничног облика ринокоњунктивитиса.

## Дијагноза
Дијагноза алергијског ринитиса примарно се поставља на основу: анамнезе, карактеристичне клиничке слике и дијагностичких тестова.
Дијагностички тестови
Од тестова обавезан је кожни алергијски тест, који се по потреби допуњава другим испитивањима као што су бактериолошки и цитолошки (еозинофили) налази бриса носа, ока и испљувка, укупни и специфични ИгЕ и функција плућа.
Неспецифична носна хиперреактивност је важна особина алергијског ринитиса, која је дефинисана као повећани носно-очни одговор на нормалне надражаје резултујући са сузењем, кијањем, носном конгестијом и / или секрецијом.
Ређе се у рутинској дијагностици ринокоњунктивитис користе провокативни тестови (углавном у истраживачке сврхе) као што су мерење отпора пролазу ваздуха кроз нос, максимални инспираторни вршни проток кроз нос и неспецифични и специфични провокативни тест алергеном на носну слузокожу.

## Терапија
Класична терапија алергијске кијавице и запаљења вежњаче ока укључује примену:
- назалних кортикостероидних спрејева,[9]
- антихистаминика у пероралном или топикално облику, или топикални назални кортикостероида
- очних или носних хромона и антихолинергика

У зависности од контроле симптома првом линијом терапије сматрају се антихистаминици или топикални носни кортикостероиди.
Упоредне студије у лечењу сезонске алергијске кијавице не показују статистички значајне разлике у исходу лечења назалним спрејем који садржи ектоин и друге топикалне назалне препарата, као што су антихистаминици, хромони или кортикостероиди.
Медикаментозна терапија алергијске кијавице према препорукама Светске здравствене организације
| Облик                                  | Блажи облик                                                                                   | Умерени, до тешки облик |
| -------------------------------------- | --------------------------------------------------------------------------------------------- | --- |
| Интермитентна (повремена) кијавица     | - Применити оралне Х1 - антихистаминике.                                                      | - Применити интраназални беклометазон, уколико је потребно, - Након недељу дана могу се применити орални антихистаминици.                                                   |
| Трајно присутна (перманентна) кијавица | - Применити оралне Х1 - антихистаминике или је довољна мања доза интраназалног беклометазона. | - Перманентни и интраназални беклометазон - Уколико су симптоми јаки, могу се додати орални Х1 - антихистаминици и/или мања доза оралних кортикостероида на почетку лечења. |